# Йон, Готфрид
Готфрид Йон (нем. Gottfried John; 29 августа 1942, Берлин — 1 сентября 2014, Уттинг-ам-Аммерзе) — немецкий актёр.

## Биография
Отец неизвестен, мать лишили родительских прав. В 1960—1962 годах проживал в Париже, затем переехал в Берлин, где и начал заниматься актёрским искусством под руководством Людвига Марлизе. Дебютировал в главной роли в 1971 году в телефильме «Дайдер — одинокий охотник». Позднее стал сотрудничать с Райнером Вернером Фасбиндером. В 1980 году снялся в его экранизации одноимённого романа Альфреда Дёблина «Берлин, Александерплац». Значительным успехом актёра стал фильм из цикла о Джеймсе Бонде «Золотой глаз» 1995 года, в котором он исполнил роль советского полковника, затем генерал-полковника Урумова. В 2000 году Йон удостоился Баварской кинопремии как лучший актёр второго плана за роль Юлия Цезаря в фильме «Астерикс и Обеликс против Цезаря». В августе 2006 года Йон сыграл роль Джонатана Иеремии Пичема в постановке «Трёхгрошовой опере» Клауса Марии Брандауэра. В течение двенадцати лет Йон с супругой проживал в бельгийском городе Кельмисе, затем с 2008 года поселился в Уттинге у озера Аммерзе. Умер от последствий онкологического заболевания.

## Избранная фильмография
- 1971 — Дайдер — одинокий охотник
- 1971 — Карлос — Карлос
- 1972—1973 — Восемь часов ещё не день — Йохен
- 1973 — Мир на проводе — индивидуальная единица Эйнштейн
- 1975 — Вознесение матушки Кюстерс
- 1976 — Деррик (сезон 3, серия 11)
- 1977 — Крысы
- 1977 — Больвизер / Bolwieser — асессор
- 1978 — Отчаяние — Перебродов
- 1978 — В год тринадцати лун — Антон Зайц
- 1979 — Замужество Марии Браун — Вилли Кленце
- 1980 — Берлин, Александерплац — Рейнхольд
- 1981 — Лили Марлен — Аарон
- 1984 — Китайские коробки
- 1985 — Мата Хари  — Вольф
- 1986 — Дело Франца
- 1988—1990 — Голубая кровь
- 1990 — Смерть имеет плохую репутацию
- 1990 — Спрут 5 — брат Джилло
- 1991 — Слоновая кость
- 1991 — Ошибка
- 1993 — Удар хвоста
- 1993 — Космические спасатели — полковник Эрих Вайс
- 1994 — Телефон полиции — 110
- 1995 — Золотой глаз — генерал-полковник Аркадий Григорович Урумов
- 1995 — Институт Бенжамента или Эту мечту люди зовут человеческой жизнью
- 1996 — Лесной царь — главный лесничий
- 1997 — Тысячелетие
- 1998 — Красива ли я?
- 1999 — Астерикс и Обеликс против Цезаря — Юлий Цезарь
- 2000 — Библейские сказания: Мария Магдалина
- 2000 — Доказательство жизни — Эрик Кесслер
- 2002 — Черчилль
- 2003 — Римская империя: Август — Цицерон
- 2004 — Неукротимая Жюли и тайны Версаля
- 2006 — Сердце пирата
- 2007 — Йон Рабе — Оскар Траутман
- 2007 — Наводнение: Ярость стихии — Артур
- 2009 — Чёрные цветы
- 2009 — Румпельштильцхен
- 2010 — Жизнь слишком длинна
- 2013 — Таймлесс. Рубиновая книга — доктор Уайт